# Michael Dummett
 Der er for få eller ingen kildehenvisninger i denne artikel, hvilket er et problem. Du kan hjælpe ved at angive troværdige kilder til de påstande, som fremføres i artiklen.

Michael Anthony Eardley Dummett (født 27. juni 1925 i London, død 27. december 2011 i Oxford) var en britisk filosof. 
Dummett gik på Winchester College, inden han begyndte at studere ved Christ Church, Oxford. Efter eksamen begyndte Dummett ved All Souls College, Oxford som "fellow". I 1979 besatte han Wykehamprofessoratet i Oxford, en post han havde, da han i 1992 blev emeritus. På dette tidspunkt var han også virksom ved New College, Oxford. Dummett konverterede til katolicismen i 1944 og forblev praktiserende katolik. 
Dummett skrev om den analytiske filosofis historie og bidrog til videnskaben gennem forskning inden for matematikkens-, logikens- og sprogfilosofi, og metafysik. Han videreudviklede det proportionale valgsystem og skrev videnskabelige arbejder om Tarot, immigrationslovgivning og engelsk grammatik.
I 1995 fik han Rolf Schock-prisen i logik og filosofi. Dummett blev gjort til ridder i 1999.
Ved siden af sit videnskabelige arbejde var Dummett siden 1960'erne politisk aktiv og kæmpede blandt andet mod racisme og for minoriteters rettigheder.